# Paa liebigii
Paa liebigii és una espècie de granota que viu a Bhutan, Xina, Índia i Nepal.
Està amenaçada d'extinció per la pèrdua del seu hàbitat natural.